# Gran Premio Cholet-Pays de Loire 2019
La 41.ª edición de la clásica ciclista Gran Premio Cholet-Pays de Loire fue una carrera en Francia que se celebró el 31 de marzo de 2019 con inicio y final en la ciudad de Cholet sobre un recorrido de 203,6 kilómetros.
La carrera formó parte del UCI Europe Tour 2019, dentro de la categoría UCI 1.1. El vencedor fue el francés Marc Sarreau del Groupama-FDJ seguido de los también franceses Bryan Coquard del Vital Concept-B&B Hotels y Thomas Boudat del Direct Énergie.

## Equipos participantes
Tomaron parte en la carrera 20 equipos: 2 de categoría UCI WorldTeam; 11 de categoría Profesional Continental; y 7 de categoría Continental. Formando así un pelotón de 131 ciclistas de los que acabaron 103. Los equipos participantes fueron:
| WorldTeams (2)- AG2R La Mondiale - Groupama-FDJ Equipos continentales profesionales (11)- Cofidis, Solutions Crédits - Israel Cycling Academy - Delko-Marseille Provence - Rally UHC Cycling - Androni Giocattoli-Sidermec - Direct Énergie - Sport Vlaanderen-Baloise - Arkéa-Samsic - Euskadi Basque Country-Murias - Vital Concept-B&B Hotels - Wanty-Groupe Gobert Equipos continentales (7)- Amore & Vita-Prodir - EvoPro Racing - BHS-Almeborg Bornholm - Natura4Ever-Roubaix Lille Métropole - Canyon DHB p/b Bloor Homes - Saint Michel-Auber 93 - Swiss Racing Academy |
| |

## Clasificación final
- Las clasificaciones finalizaron de la siguiente forma:[3]

| \| Clasificación general \| Clasificación general \| Clasificación general \| Clasificación general \| Clasificación general \| \| Ciclista \| Ciclista \| Equipo \| Tiempo \| \| \| --------------------- \| --------------------- \| ----------------------------------- \| --------------------- \| --------------------- \| \| 1.º \| Marc Sarreau \| Groupama-FDJ \| 4 h 41 min 42 s \| \| \| 2.º \| Bryan Coquard \| Vital Concept-B&B Hotels \| + 0 s \| \| \| 3.º \| Thomas Boudat \| Direct Énergie \| + 0 s \| \| \| 4.º \| Bram Welten \| Arkéa-Samsic \| + 0 s \| \| \| 5.º \| Rudy Barbier \| Israel Cycling Academy \| + 0 s \| \| \| 6.º \| Emiel Vermeulen \| Natura4Ever-Roubaix Lille Métropole \| + 0 s \| \| \| 7.º \| Nacer Bouhanni \| Cofidis, Solutions Crédits \| + 0 s \| \| \| 8.º \| Anthony Maldonado \| Saint Michel-Auber 93 \| + 0 s \| \| \| 9.º \| Julien Trarieux \| Delko Marseille Provence \| + 0 s \| \| \| 10.º \| Aaron Van Poucke \| Sport Vlaanderen-Baloise \| + 0 s \| \| |                   |                                     |                 |
| |                   |                                     |                 |
| Fuente: ProCyclingStats |                   |                                     |                 |
| Clasificación general |                   |                                     |                 |
| Ciclista | Ciclista          | Equipo                              | Tiempo          |
| 1.º | Marc Sarreau      | Groupama-FDJ                        | 4 h 41 min 42 s |
| 2.º | Bryan Coquard     | Vital Concept-B&B Hotels            | + 0 s           |
| 3.º | Thomas Boudat     | Direct Énergie                      | + 0 s           |
| 4.º | Bram Welten       | Arkéa-Samsic                        | + 0 s           |
| 5.º | Rudy Barbier      | Israel Cycling Academy              | + 0 s           |
| 6.º | Emiel Vermeulen   | Natura4Ever-Roubaix Lille Métropole | + 0 s           |
| 7.º | Nacer Bouhanni    | Cofidis, Solutions Crédits          | + 0 s           |
| 8.º | Anthony Maldonado | Saint Michel-Auber 93               | + 0 s           |
| 9.º | Julien Trarieux   | Delko Marseille Provence            | + 0 s           |
| 10.º | Aaron Van Poucke  | Sport Vlaanderen-Baloise            | + 0 s           |

## UCI World Ranking
El Gran Premio Cholet-Pays de Loire otorgó puntos para el UCI World Ranking para corredores de los equipos en las categorías UCI WorldTeam, Profesional Continental y Equipos Continentales. Las siguientes tablas son el baremo de puntuación y los 10 corredores que obtuvieron más puntos:
| Posición   | 1.º | 2.º | 3.º | 4.º | 5.º | 6.º | 7.º | 8.º | 9.º | 10.º | 11.º | 12.º | 13.º-15.º | 16.º-25.º |
| Puntuación | 125 | 85  | 70  | 60  | 50  | 40  | 35  | 30  | 25  | 20   | 15   | 10   | 5         | 3         |

| Clasificación |                   |                                     |        |
| Posición      | Ciclista          | Equipo                              | Puntos |
| ------------- | ----------------- | ----------------------------------- | ------ |
| 1.º           | Marc Sarreau      | Groupama-FDJ                        | 125    |
| 2.º           | Bryan Coquard     | Vital Concept-B&B Hotels            | 85     |
| 3.º           | Thomas Boudat     | Direct Énergie                      | 70     |
| 4.º           | Bram Welten       | Arkéa Samsic                        | 60     |
| 5.º           | Rudy Barbier      | Israel Cycling Academy              | 50     |
| 6.º           | Emiel Vermeulen   | Natura4Ever-Roubaix Lille Métropole | 40     |
| 7.º           | Nacer Bouhanni    | Cofidis, Solutions Crédits          | 35     |
| 8.º           | Anthony Maldonado | Saint Michel-Auber93                | 30     |
| 9.º           | Julien Trarieux   | Delko Marseille Provence            | 25     |
| 10.º          | Aaron Van Poucke  | Sport Vlaanderen-Baloise            | 20     |